# ABU Song Festivals
Die ABU Song Festivals sind jährliche Musikfestivals, die auf dem Konzept des Eurovision Song Contest basieren. Das Format beinhaltet zwei Veranstaltungen, ein Radio und ein TV Song Festival, welche von der Asia-Pacific Broadcasting Union (ABU) veranstaltet werden.
Jedes Land, das Vollmitglied der ABU ist, wird eingeladen, an den Veranstaltungen teilzunehmen. Das Radiofestival ist ein Wettbewerb mit einer Jury, die eine Top-5 der Gewinner wählt, und wird live übertragen. Das Fernsehfestival ist kein Wettbewerb, sondern eine musikalische Gala, die live aufgezeichnet wird. Jedes teilnehmende Land kann danach die Veranstaltung zusammen mit eingeblendeten Kommentaren und Informationen zum Festival in der Landessprache ausstrahlen.

## Geschichte
Die Asia-Pacific Broadcasting Union (ABU) veranstaltete bereits einen ESC-inspirierten Wettbewerb für ihre Mitglieder zwischen 1985 und 1987, welcher ABU Popular Song Contest hieß und an dem 14 Länder aus der asiatischen Pazifik-Region teilnahmen. Der Gewinner wurde per Jury gewählt. Südkorea, Neuseeland und Australien erlangten Siege in diesem Wettbewerb. In den Jahren 1989 bis 1991 produzierte die ABU das ABU Golden Kite World Song Festival in Malaysia mit der Teilnahme von Ländern aus dem asiatischen Pazifik, aber auch Jugoslawien und Finnland.
2008 schlug die EBU eine Partnerschaft mit der ABU zur Verwirklichung eines Asiavision Song Contest vor, jedoch kam es nie zur Realisierung dieser Pläne. Im September 2008 wurde dann schließlich verkündet, dass das asiatische Eurovision-Song-Contest-Format an die private Firma Asiavision Pte. Ltd. in Singapur verkauft wurde. Der Name, welchen man ursprünglich für den Contest vorsah, war Asiavision Song Contest, später wurde dieser jedoch zu Our Sound – The Asia-Pacific Song Contest geändert, aufgrund einer Anfrage der ABU, welche den Begriff „Asiavision“ für ihren Nachrichtendienst verwenden. Anfänglich war es geplant, dass der Contest (als live ausgestrahlte Fernsehveranstaltung mit Televoting) 2009 debütiert, jedoch wurde dieser später auf den März 2010 und nach Macau verschoben, dann erneut auf den November 2010 nach Mumbai in Indien, schließlich wurde er dann komplett abgesagt. Als Grund wurden die „anhaltenden Probleme zwischen den Veranstaltern und der EBU“ angegeben.
Kurz vor Beginn des ABU Song Festivals zog die ABU die Möglichkeit in Erwägung, das ABU ASEAN TV Song Festival in Thailand zu veranstalten. Die Musikwettbewerbe der ASEAN wurden gelegentlich zwischen 1981 und 1997 veranstaltet, jedoch wird seit 2011 von lokalen Radiosendern das Bintang Radio ASEAN ausgetragen.
Im November 2011 verkündete die ABU, dass sie ihre eigenen TV- und Radio-Festivals veranstalten werden, welche in Seoul, der südkoreanischen Hauptstadt, zur 49. Generalversammlung im Oktober 2012 stattfinden sollten. Der Name Asiavision Song Contest wurde zunächst als Bezeichnung für diese Festivals in Erwägung gezogen, später wurden sie jedoch offiziell als ABU TV Song Festival und ABU Radio Song Festival betitelt. Der Anmeldeschluss für die Teilnehmer an der ersten Ausgabe des ABU TV Song Festivals war laut ABU der 18. Mai 2012.

## Format
Im Gegensatz zum Format des Eurovision Song Contest gibt es zwei Versionen des ABU Song Festivals, nämlich das ABU Radio Song Festival und das ABU TV Song Festival.

### ABU Radio Song Festival
Das ABU Radio Song Festival ist ein Wettbewerb für Musiker, die bei keinem Tonträgerunternehmen unter Vertrag stehen. Die ABU empfiehlt ihren Mitgliedern, die teilnehmenden Musiker und ihre Lieder im Hörfunk vorzustellen. Jeder Teilnehmer wird von einem Rundfunkveranstalter ausgesucht. Eine Jury, die mit Vertretern von ABU-Mitgliedern besetzt ist, wählt aus 26 Beiträgen 15 Finalisten aus. Die Finalisten treten im Rahmen der Generalversammlung der ABU auf. Dort zeichnet wiederum eine Jury die besten Interpreten aus. Das Festival dauerte zwei Stunden.
| Jahr | Austragungsort      | Datum               | Erstmalige Teilnahme | Teilnehmer          |
| ---- | ------------------- | ------------------- | --- | ------------------- |
| 2012 | Seoul, Südkorea     | 11. Oktober 2012    | Australien, Bhutan, Brunei, Indien, Indonesien, Iran, Kirgisistan, Malaysia, Pakistan, Singapur, Südkorea, Sudan, Vanuatu, Vietnam | 13                  |
| 2014 | Colombo, Sri Lanka  | 23. Mai 2014        | Sri Lanka, Thailand | 12                  |
| 2015 | Rangun, Myanmar     | 29. Mai 2015        | Malediven, Myanmar | 09                  |
| 2016 | Peking, China       | 26. April 2016      | China, Macau, Nepal, Rumänien | 13                  |
| 2017 | nicht stattgefunden | nicht stattgefunden | nicht stattgefunden | nicht stattgefunden |
| 2018 | Astana, Kasachstan  | 11. Juli 2018       | Afghanistan, Kasachstan, Türkei | 9                   |

### ABU TV Song Festival
Das ABU TV Song Festival ist eine Konzertveranstaltung für professionelle Musiker, die laut Veranstalter über einen hohen Bekanntheitsgrad in ihrem Heimatland verfügen. Die Veranstaltung soll keinen Wettbewerbscharakter haben. Das Festival wurde aufgezeichnet und soll zuerst von den teilnehmenden ABU-Mitgliedern übertragen werden. ABU-Mitglieder, die nicht teilnehmen, und Rundfunkveranstalter, die nicht Mitglied der ABU sind, sollen das Festival später gegen eine Gebühr ausstrahlen dürfen. Jeder Musiker wird von einem Rundfunkveranstalter, der Mitglied der ABU ist, ausgesucht. Die Musiker treten im Rahmen der Generalversammlung der ABU auf.
| Jahr | Austragungsort               | Datum             | Erstmalige Teilnahme | Teilnehmer |
| ---- | ---------------------------- | ----------------- | --- | ---------- |
| 2012 | Seoul, Südkorea              | 14. Oktober 2012  | Afghanistan, Australien, Volksrepublik China, Hongkong, Indonesien, Japan, Malaysia, Singapur, Südkorea, Sri Lanka, Vietnam | 11         |
| 2013 | Hanoi, Vietnam               | 26. Oktober 2013  | Brunei, Iran, Kirgisistan, Thailand                                                                                         | 15         |
| 2014 | Macau                        | 25. Oktober 2014  | Macau, Malediven, Türkei | 12         |
| 2015 | Istanbul, Türkei             | 28. Oktober 2015  | Indien, Kasachstan | 12         |
| 2016 | Bali, Indonesien             | 22. Oktober 2016  | Mongolei, Tunesien | 12         |
| 2017 | Chengdu, Volksrepublik China | 1. November 2017  | Sambia, Turkmenistan | 14         |
| 2018 | Aşgabat, Turkmenistan        | 2. Oktober 2018   | Benin, Russland, Usbekistan                                                                                                 | 16         |
| 2019 | Tokio, Japan                 | 19. November 2019 | |            |

## Neue Formate

### ABU Dancing Festival
Der neue Wettbewerb für Tänzer im ABU-Gebiet wurde erstmals im Januar 2017 in Hyderabad (Indien) ausgetragen. Das Konzept wurde vom Verband indischer Rundfunkunternehmen, Prasar Bharati, vorgeschlagen. Es wird für Amateur-Tänzer zwischen 18 und 25 Jahren und für alle Tanzstile veranstaltet.
| Jahr | Austragungsort    | Datum           | Erstmalige Teilnahme | Teilnehmer |
| ---- | ----------------- | --------------- | --- | ---------- |
| 2017 | Hyderabad, Indien | 15. Januar 2017 | Afghanistan, Aserbaidschan, Volksrepublik China, Fidschi, Indien, Indonesien, Kambodscha, Malaysia, Malediven, Mongolei, Philippinen, Sri Lanka, Usbekistan, Vietnam | 17         |
| 2019 | Neu-Delhi, Indien | 9. März 2019    | Bangladesch, Bhutan, Nepal, Turkmenistan | 16         |

### ABU TV Cup Song Contest
Der ABU TV Cup Song Contest soll ein neuer Song Contest mit Wettbewerbscharakter und durch die ABU organisiert werden. Der erste Contest soll 2019 stattfinden.
| Jahr | Austragungsort               | Datum                               | Erstmalige Teilnahme                                                 | Teilnehmer  |
| ---- | ---------------------------- | ----------------------------------- | -------------------------------------------------------------------- | ----------- |
| 2019 | Qingdao, Volksrepublik China | 17. Oktober 2019 – 19. Oktober 2019 | Brunei, Volksrepublik China, Indonesien, Malediven, Vanuatu, Vietnam | 6 (derzeit) |